# Histoire du mandarin standard
Le mandarin standard est la langue chinoise parlée officielle utilisée en république populaire de Chine, en république de Chine (Taïwan), Malaisie et Singapour. L'histoire du mandarin standard en tant que version standardisée de la langue chinoise parlée, est relativement récente. 

## Avant le mandarin
Depuis les temps anciens, la langue chinoise a toujours présenté une large variété de dialectes ; les registres linguistiques en ont toujours été étendus, des langues de prestige aux dialectes populaires. Confucius par exemple, s'exprimait en yǎyán (雅言), ou « parlé élégant », davantage que dans un parlé populaire régional. Au cours de la dynastie Han était généralement parlé le tōngyǔ (通語), ou « langue commune ». Les dictionnaires de rimes, qui ont été écrits depuis les dynasties du Nord et du Sud, rendent également compte d'une ou plusieurs prononciations standard en ces temps anciens. Cependant, ces parlés standards étaient probablement peu connus hors de l'élite et par ailleurs éduquée. Même au sein de ces sérails, les prononciations ont probablement été très différentes, puisque le facteur unificateur de tous les dialectes du chinois était le Chinois classique, qui était un standard écrit sans références phonétiques et non un standard oral.

## Adoption du mandarin
La dynastie Ming (1368 - 1644) et la dynastie Qing (1644 - 1912) commença à utiliser le terme guānhuà (官話), ou « parlé officiel », pour évoquer la langue parlée dans les cours. Il semble qu'au cours de la première partie de cette période, le parlé standard était fondé sur le dialecte de Nankin, mais que le dialecte de Pékin prit une part de plus en plus importante. Au XVIIe siècle, l'Empire avait mis sur pied des académies d'orthoépie (正音書院, Zhèngyīn Shūyuàn) pour tenter d'établir en différents lieux une prononciation conforme au standard de Pékin. Cette tentative ne rencontra cependant que peu de succès. À la fin du XIXe siècle, l'Empereur avait toujours des difficultés à comprendre certains de ses ministres, qui ne pouvaient ou ne voulaient adopter une prononciation standard. Cependant, en 1909, la dynastie Qing en déclin adopta le dialecte de Pékin en tant que guóyǔ (国语/國語), ou "langue nationale"; 
Après que la république de Chine fut fondée en 1912, les tentatives de promouvoir une langue nationale furent plus fructueuses. Il y eut tout d'abord une tentative d'introduire dans une langue nationale des éléments venant de divers dialectes, en plus de ceux venant du dialecte de Pékin. Mais cela s'avéra trop complexe, et cette tentative fut abandonnée en 1924. Le dialecte de Pékin redevint la source principale d'inspiration pour la prononciation de la langue nationale, le prestige acquis sous la dynastie Qing lui confère toujours une prééminence. Les éléments d'autres dialectes ne furent plus présents qu'à titre d'exception. 
Le gouvernement de la république populaire de Chine, établi en 1949, continua à essayer de promouvoir une langue nationale. En 1955, le guóyǔ fut renommé pǔtōnghuà (普通話), ou "langue commune". (Ce changement de nom ne fut pas reconnu par la république de Chine, depuis établie à Taïwanet quelques petites îles proches.) Depuis, les standards utilisés en Chine continentale et à Taïwan ont quelque peu divergé, bien que l'essentiel reste commun. 
Après la reprise de Hong Kong et Macao, le terme "Putonghua" fut utilisée dans ces régions administratives spéciales de la république populaire de Chine. Et le système hanyu pinyin est désormais largement utilisé pour l'enseignement du Putonghua.
Tant dans la Chine continentale qu'à Taïwan, l'utilisation de mandarin standard en tant que vecteur d'instruction dans le système éducatif et les médias a contribué à sa diffusion. La conséquence en est que le mandarin standard est désormais parlé par de nombreuses personnes en Chine continentale et à Taïwan. Cependant, à Hong Kong, ce dû à des raisons historiques et linguistiques, la langue de l'enseignement et du parlé formel, est toujours le cantonais standard, malgré une influence grandissante du mandarin standard.

## Le mandarin moderne face au mandarin historique
Historiquement et à proprement parler en français, le terme "mandarin" (官話) se réfère à la langue parlée au XIXe siècle par la classe supérieur de Pékin, les fonctionnaires et les officiers du régime impérial occupé en la capitale ou en la province. 
Cette langue mandarine historique était assez proche du mandarin standard moderne (普通话 / 普通話/ 國語), mais il existe quelques différences. Le mandarin utilisait de nombreuses expressions polies et des mots humbles dont l'usage a pratiquement disparu de nos jours dans la conversation courante en mandarin standard, tels jiàn (賤 "mon humble"), guì (貴 "votre honorable"), bì (敝 "mon humble"), etc.
La grammaire du mandarin historique était pratiquement identique à celle du mandarin standard contemporain, avec cependant quelques différences dans le choix des mots grammaticaux ou la position des mots dans une phrase. Le vocabulaire de ce mandarin historique était également pour l'essentiel identique à celui du mandarin standard, bien que certains mots aient disparu et d'autres se sont fait jour pour répondre à de nouveaux usages. 
Pour permettre des comparaisons, vous trouverez ci-dessous quatre dialogues en mandarin historique et leur équivalent en mandarin standard contemporain. Ce sont des dialogues authentiques issus de Compass of the Mandarin language (官話指南), un livre publié par la légation japonaise à Pékin dans les années 1880, et traduit en plusieurs langues occidentales. 
Ces dialogues sont écrits avec un jeu de caractères chinois simplifiés, suivi par des caractères chinois traditionnels. 

### Dialogue #1
version mandarin historique (官話 / 官话)

A- 您贵姓？ / 你貴姓？ (Quel est votre nom de famille?)

B- 鄙姓吴。 /鄙姓吳。 (Mon nom de famille est Wu)

A- 请教台甫？ / 請教台甫？ (SVP dites-moi votre nom de courtoisie)

B- 草字资静。 / 草字資靜。 (Mon nom de courtoisie est Zijing)

A- 贵昆仲几位？ / 貴昆仲幾位？ (Combien de frères avez-vous?)

B- 我们弟兄三个。 / 我們弟兄三個。 (Nous avons trois frères)

A- 贵处是哪一省？ / 貴處是那一省？ (De quelle province provenez-vous?)

B- 敝处河南省城。 / 敝處河南省城。 (Je suis de la capitale de la province de Henan)

A- 府上在城里住吗？ / 府上在城裏住嗎？ (Votre domicile est-il dans la ville?)

B- 是，在城里住 / 是，在城裏住。 (Oui, je vis dans la ville)
Version en mandarin standard (普通话)

A- 您贵姓？ 

B- 我姓吴

A- 请问您的字号是什么？ （Cette question n'est plus valide, les noms de courtoisie n'étant plus utilisés)

B- 我字资静。 

A- 你有几个兄弟

B- 我有两个兄弟

A- 你家在哪个省？

B- 我家在河南省的省会。

A- 你家在城里吗？

B- 是的，我家在城里。

### Dialogue #2
Dialogue entre un chinois (A) et un étranger (B) qui a apparemment appris le chinois à Xiamen, en Chine méridionale.

Version en mandarin historique (官話)

A- 你懂得中国话吗？ (Comprends tu le chinois?)

B- 略会一点儿。那厦门的话别处不甚懂。(Je le comprends un peu. Mais le dialecte de Xiamen est difficile à comprendre ailleurs.)

A- 中国话本难懂，各处有各处的乡谈，就是官话通行。 (Le chinois est naturellement difficile à comprendre, chaque région a son propre dialecte. Cependant, le mandarin existe partout.)

B- 我听见人说官话还分南北音哪。 (J'entends que la prononciation du mandarin n'est pas la même au nord et au sud.)

A- 官话南北腔调儿不同， 字音也差不多。 (L'accent du mandarin est différent au nord et au sud, mais la prononciation est approximativement la même.)
Version en mandarin standard (普通话)

A- 你懂中国话吗？

B- 我懂一点，但是厦门的话对外地人来说很难懂。

A- 中国话本来就很难懂，每个地方都有自己的方言，不过普通话到处都可以用。

B- 我听说北方和南方的普通话发音不一样。

A- 北方和南方的口音不同，不过汉字的发音还是基本相同的。

### Dialogue #3
Version en mandarin historique (官話)

A- 这个猫怎么总不管闲事？！！ (Pourquoi ce chat ne fait-il pas son travail?!!)

B- 满地的耗子它也不拿！ (Il y a des rats partout, et il ne les attrape pas!)

A- 明儿个不用喂它就好了。 (Demain il ne faut plus le nourrir, cela ira mieux.)

B- 这耗子真闹得凶，吵得睡不着觉。 (Ces rats font tellement de bruit. C'est impossible de dormir.)

A- 东西也咬了个稀烂。这可怎么好？！ (Et ils mettent aussi des objets en morceaux. Comment pouvons être content de cela?!)
Version en mandarin standard (普通话)
A- 这个猫怎么吃饱不做事？

B- 到处都是老鼠，它也不抓。

A- 明天我们不给它吃的。

B- 那些老鼠吵得好厉害，连觉都睡不好。

A- 它们把东西都咬碎了，这可怎么办？

### Dialogue #4
Version en mandarin historique (官話)

A- 老弟是解家里来吗？ (Jeune homme, arrivez vous de chez vous ?)

B- 喳，是解家里来。 (Oui Monsieur, j'arrive de chez moi.)

A- 怎么这几天我没见你呀？是干什么来着？ (Pourquoi! Ces derniers jours je ne vous ai pas vu. Que faisiez vous ?)

B- 我是出外打围去了。 (Je suis sorti de la ville pour chasser.)

A- 是同谁去的？ (Avec qui êtes vous allé ?)

B- 是同着我们一个街坊去的。 (Je suis allé avec un de mes voisins.)

A- 是上哪儿打围去了？ (Où êtes vous allé chasser ?)

B- 上东山打围去了。 (Dans les montagnes orientales.)

A- 多咱回来的？ (Quand êtes vous revenus ?)

B- 昨儿晚上回来的。 (Hier soir.)

A- 打了些个什么野牲口来？ (Quelle sorte de gibier avez vous tiré ?)

B- 打了些个野鸡、野猫，还打了个野猪。 (Nous avons tiré des faisans, des chats sauvages, et aussi un cochon sauvage.)
Version en mandarin standard (普通话)

A- 年轻人，你从家里出来的？

B- 是的，我从家里来。

A- 好些天没见到你了，你干什么去了？

B- 我出城打猎去了。

A- 和谁去的？

B- 我和一个邻居一起去的。

A- 你们到哪里去打猎了？

B- 到东山去了。

A- 你们什么时候回来的？

B- 昨天傍晚。

A- 打到了些什么？

B- 打了些野鸡，野猫，还有一个野猪。